# Conferências Massey

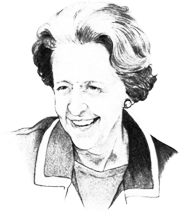
Barbara Ward, a primeira conferencista Massey

As Conferências Massey (em inglês:  Massey Lectures) são palestras anuais que transcorrem durante uma semana, sobre tópicos políticos, culturais e filosóficos, no Canadá.
Surgiram em 1961, denominadas em memória de Vincent Massey., governador-geral do Canadá. Seu propósito é "habilitar autoridades competentes a reportar os resultado e de estudos originais sobre assuntos fundamentais de interesse contemporâneo". Dentre os mais destacados conferencistas incluem-se Northrop Frye, John Kenneth Galbraith, Noam Chomsky, Margaret Atwood, Ursula Franklin, e os laureados com o Nobel Martin Luther King Jr., George Wald, Willy Brandt e Doris Lessing.

## Conferencistas Massey
- 1961 – Barbara Ward, The Rich Nations and the Poor Nations
- 1962 – Northrop Frye, The Educated Imagination
- 1963 – Frank Underhill, The Image of Confederation
- 1964 – C. B. Macpherson, The Real World of Democracy
- 1965 – John Kenneth Galbraith, The Underdeveloped Country
- 1966 – Paul Goodman, The Moral Ambiguity of America
- 1967 – Martin Luther King, Jr., Conscience for Change
- 1968 – Ronald Laing, The Politics of the Family
- 1969 – George Grant, Time as History
- 1970 – George Wald, Therefore Choose Life
- 1971 – James Corry, The Power of the Law
- 1972 – Pierre Dansereau, Inscape and Landscape
- 1973 – Stafford Beer, Designing Freedom
- 1974 – George Steiner, Nostalgia for the Absolute
- 1975 – J. Tuzo Wilson, Limits to Science
- 1976 – No Lecture
- 1977 – Claude Lévi-Strauss, Myth and Meaning
- 1978 – Leslie Fiedler, The Inadvertent Epic
- 1979 – Jane Jacobs, Canadian Cities and Sovereignty Association
- 1980 – No Lecture
- 1981 – Willy Brandt, Dangers and Options: The Matter of World Survival
- 1982 – Robert Jay Lifton, Indefensible Weapons
- 1983 – Eric Kierans, Globalism and the Nation State
- 1984 – Carlos Fuentes, Latin America: At War with the Past
- 1985 – Doris Lessing, Prisons We Choose to Live Inside
- 1986 – Harry J. Boyle, Growing up with Canada
- 1987 – Gregory Baum, Compassion and Solidarity: The Church for Others
- 1988 – Noam Chomsky, Necessary Illusions: Thought Control in Democratic Societies
- 1989 – Ursula Franklin, The Real World of Technology
- 1990 – Richard Lewontin, Biology as Ideology: The Doctrine of DNA
- 1991 – Charles Taylor, The Malaise of Modernity
- 1992 – Robert Heilbroner, Twenty-First Century Capitalism
- 1993 – Jean Bethke Elshtain, Democracy on Trial
- 1994 – Conor Cruise O'Brien, On the Eve of the Millennium
- 1995 – John Ralston Saul, The Unconscious Civilization
- 1996 – No Lecture
- 1997 – Hugh Kenner, The Elsewhere Community
- 1998 – Jean Vanier, Becoming Human
- 1999 – Robert Fulford, The Triumph of Narrative
- 2000 – Michael Ignatieff, The Rights Revolution
- 2001 – Janice Stein, The Cult of Efficiency
- 2002 – Margaret Visser, Beyond Fate
- 2003 – Thomas King, The Truth About Stories
- 2004 – Ronald Wright, A Short History of Progress
- 2005 – Stephen Lewis, Race Against Time: Searching for Hope in AIDS-Ravaged Africa
- 2006 – Margaret Somerville, The Ethical Imagination
- 2007 – Alberto Manguel, The City of Words
- 2008 – Margaret Atwood, Payback: Debt and the Shadow Side of Wealth
- 2009 – Wade Davis, The Wayfinders: Why Ancient Wisdom Matters in the Modern World
- 2010 – Douglas Coupland, Player One: What is to Become of Us
- 2011 – Adam Gopnik, Winter: Five Windows on the Season[2]
- 2012 – Neil Turok, The Universe Within: From Quantum to Cosmos[3]